# Лидагропроммаш

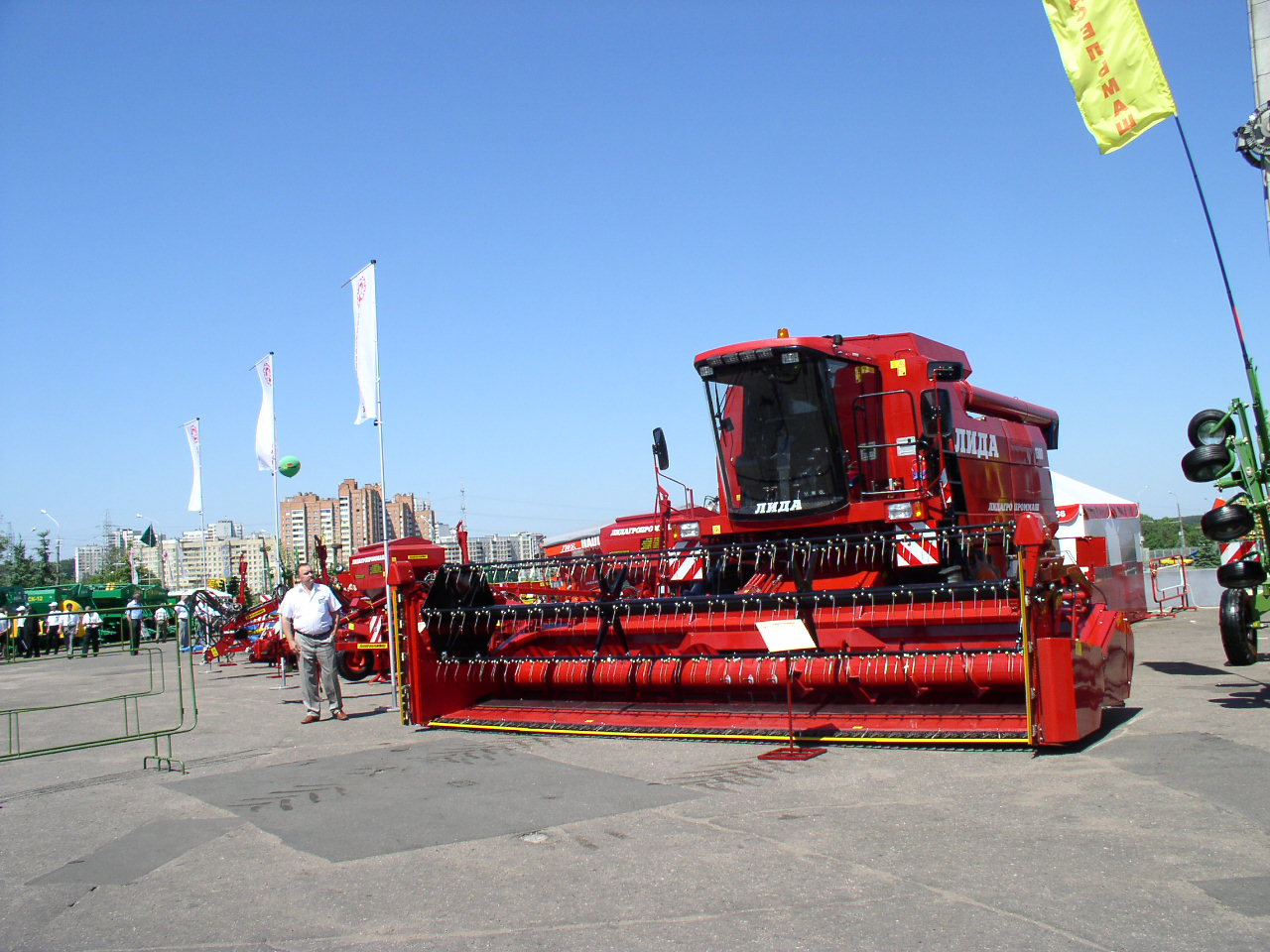
Лида-1300 зерноуборочный комбайн

Лидагропроммаш (бел. Лідааграпраммаш, англ. Lidagroprommash) — белорусский производитель сельскохозяйственной и лесной техники под брендом «Лида», базирующийся в Лиде .

## История
Предприятие было основано в 1958 году как авторемонтный завод, в первую очередь модели ГАЗ-51 от Горьковского автомобильного завода. В 1970 году завод сосредоточился на капитальном ремонте ЗИЛ-130, ЗИЛ-ММЗ-555 (Завод имени Лихачёва) и ремонте деталей для них.
В 1993 году авторемонтный завод был переименован в Лидагропроммаш (сокращение от Лидского предприятия  агропромышленного машиностроения). В начале 1990-х годов, в связи с растущим спросом на новые технологии для интенсивного сельского хозяйства, руководство Лидагропроммаш приняло решение изменить своё направление деятельности на производство сельскохозяйственной техники. Вскоре в сотрудничестве с немецкой компанией Accord в производство была введена универсальная пневматическая сеялка SPU. В 1999 году было налажено производство зерноуборочного комбайна CASE-525H по лицензии Case IH под названием Лида-1300. В 1999–2003 годах было выпущено 912 штук этих машин. Затем комбайн Лида-1600 (по лицензии Case CF 80) был запущен в производство в 2009 году.